# Lampang (província)
Lampang é uma província da Tailândia. Sua capital é a cidade de Lampang.

## Distritos
A província está subdividida em 13 distritos (amphoes). Os distritos estão por sua vez divididos em 100 comunas (tambons) e estas em 855 povoados (moobans).

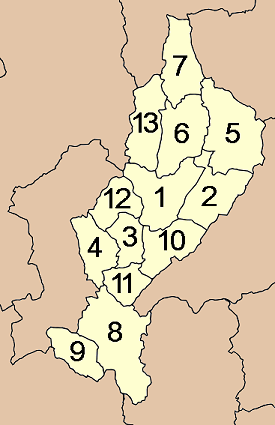
Distritos da província

| 1. Lampang 2. Mae Mo 3. Ko Kha 4. Soem Ngam 5. Ngao 6. Chae Hom 7. Wang Nuea | 1. Thoen 2. Mae Phrik 3. Mae Tha 4. Sop Prap 5. Hang Chat 6. Pan |